# Land van Heusden en Altena

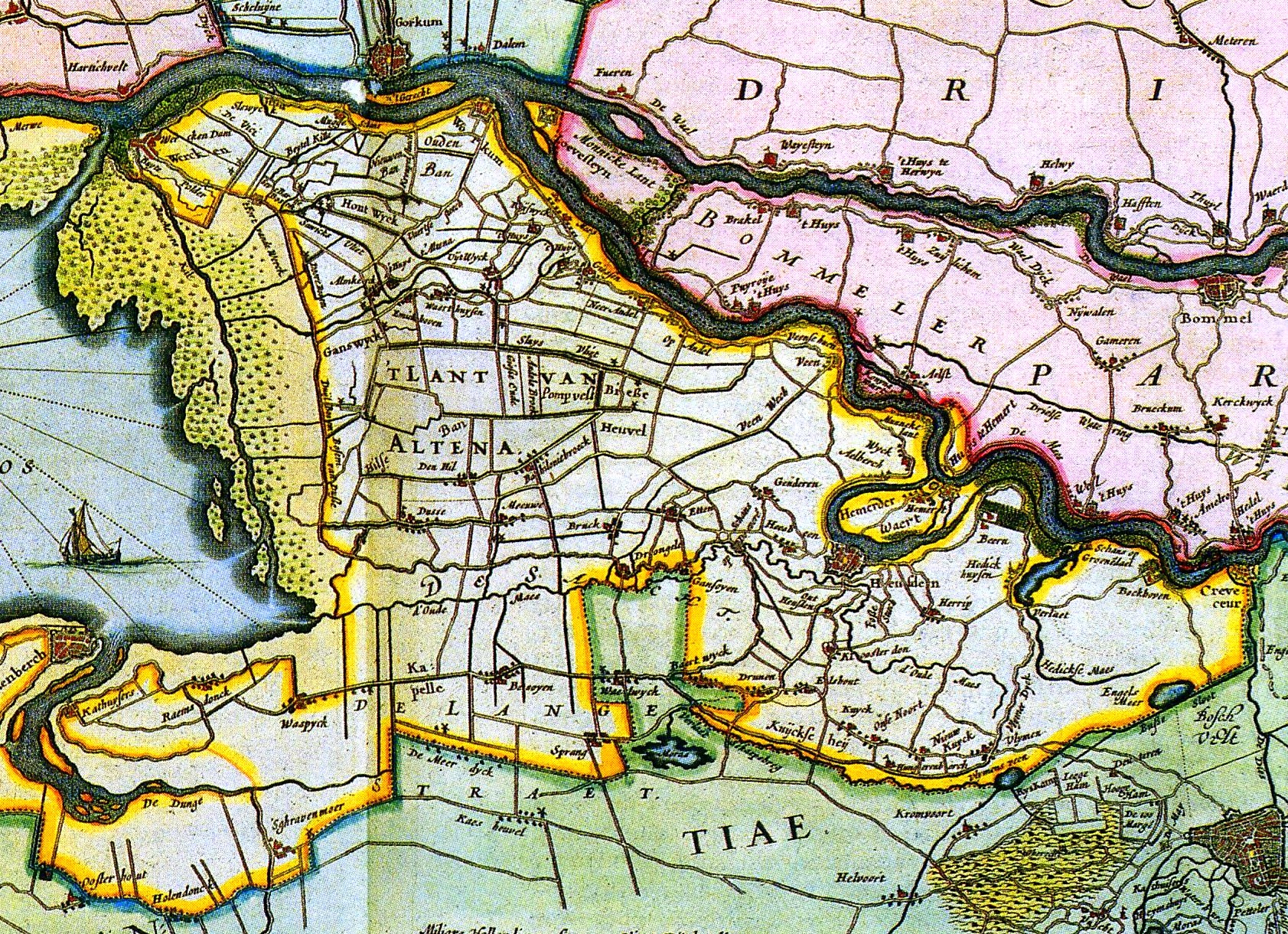
Het land van Heusden en Altena in de 17e eeuw

Het Land van Heusden en Altena is een streek in het noorden van de Nederlandse provincie Noord-Brabant die begrensd wordt door de Merwede in het noorden, de Afgedamde Maas en het Heusdensch Kanaal in het oosten, de Biesbosch in het westen en de Bergsche Maas in het zuiden. De grootste plaats in het gebied is Werkendam met circa 12.000 inwoners. Woudrichem is de historisch belangrijkste plaats, een vestingstad met circa 4500 inwoners. De hele streek maakte vroeger deel uit van de Groote of Hollandsche Waard.

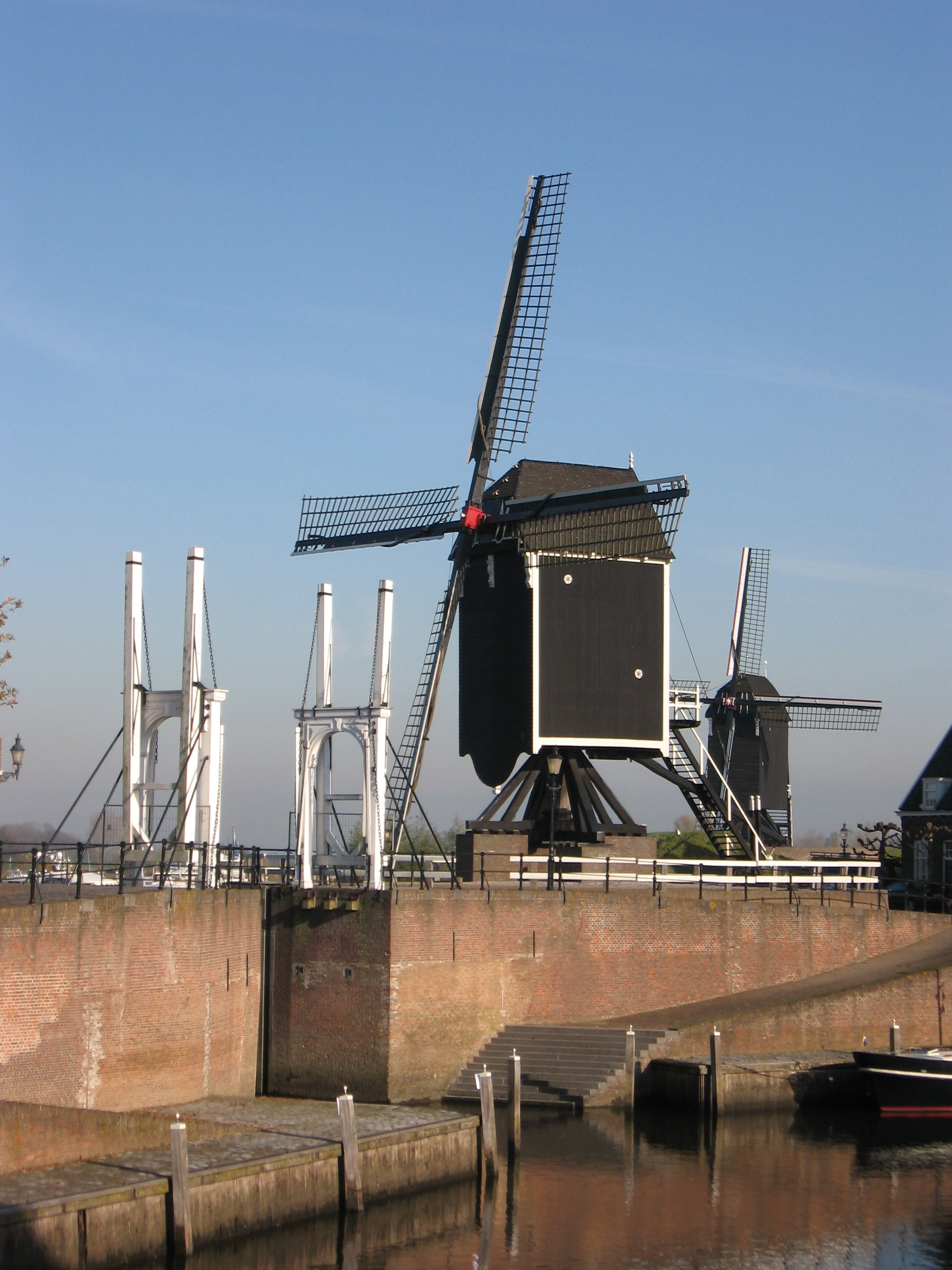
Vestingstad Heusden

Het hele gebied ligt sinds 2019 in één gemeente: Altena met de hoofdplaats Almkerk. In totaal wonen er circa 57.000 mensen (2021), verspreid over 21 dorpen. Het was tot de opening van de Merwedebrug bij Gorinchem in 1961 in wezen een eiland met een geïsoleerd levende bevolking. Landschappelijk vormt het de voortzetting van het Gelderse rivierengebied, met name van de aangrenzende Bommelerwaard. De kleigrond wijkt sterk af van de in Brabant meer vertrouwde zandgrond.

## Historie
Het Land van Heusden en het Land van Altena worden sinds de aanleg van de Bergsche Maas in 1904 in één adem genoemd. De Bergsche Maas doorsneed het Land van Heusden, waarvan de zuidelijke “bovendorpen” en ook Heusden zelf zich vervolgens meer op de rest van Brabant zijn gaan oriënteren. Deze vallen dus buiten het Land van Heusden en Altena. De historische grens tussen de vroegere heerlijkheden Heusden en Altena verloopt noordelijk van Veen en Babyloniënbroek en oostelijk van Dussen. Beide gebieden hebben gemeen dat ze voortkwamen uit de middeleeuwse gouw Teisterbant en in de 13e, respectievelijk 14e eeuw Hollands werden. Tijdens de Bataafse Republiek kwam het gebied in 1798 bij het Departement van de Schelde en Maas, en in 1802 bij het Departement Holland. In 1807 kwam het bij het Departement Maasland, in 1811 bij het Franse departement Monden van de Maas en pas in 1815 bij de provincie Noord-Brabant. Een opmerkelijk verschil met de rest van Noord-Brabant is de sterk protestantse inslag van het gebied.

## Natuur
Natuurgebieden in het Land van Heusden en Altena zijn: Het Pompveld, De Groesplaat, De Sleeuwijkerwaard, De Cloppenwaard, Het Almbos, De Zevenbansche Boezem, De Kornse Boezem, De Wijde Alm, De Struikwaard, De Wijkse Waard, Het Oude Maasje, Landgoed Kraaiveld, Fort Altena, Fort Giessen en Fort Bakkerskil.